# Tàrgum d'Onquelos

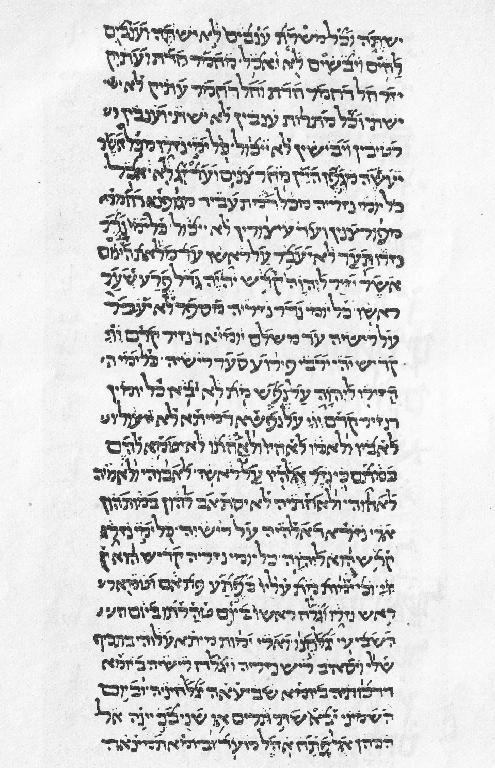
Text interlineal del Llibre dels Nombres 6, 3-10 en hebreu i arameu del Targum d'Onquelos, a la Biblioteca Britànica.

El Targum d'Onquelos (en hebreu: תרגום אונקלוס) és el Targum oriental oficialment considerat com Targum de Babilònia de la Torà. Això no obstant, hom creu que els seus orígens provenen d'Occident, de la terra d'Israel. Se n'atribueix l'autoria a Onquelos, tot i que es confon aquest personatge amb la deformació del nom d'Aquila de Sinop.
Alguns estudiosos atribueixen la traducció a l'arameu d'Aquila de Sinop, atès que creuen que Onquelos surt d'una traducció defectuosa del grec a l'arameu. La traducció és singular en el fet que evita qualsevulla mena de personificació. Samuel D. Luzzatto considera que el treball estigué originàriament destinat a la gent simple, argument fortament refutat per Nathan Marcus Adler en la introducció a Netinah La-Ger.
Des de temps talmúdics fins a l'actualitat les comunitats jueves del Iemen reciten el targum vers a vers alternant amb els versos en hebreu.
El Talmud estableix que «una persona completa la seva part de l'escriptura juntament amb la comunitat, llegint-la dues vegades, i una el targum». Molts atribueixen aquest passatge com referit al Targum d'Onquelos.